# هوبير شاربنتييه
هوبير شاربنتييه (بالفرنسية: Hubert Charpentier) (14 أكتوبر 1982 لاون فرنسا - ) هو لاعب كرة قدم فرنسي، يلعب كحارس مرمى، ولعب 9 مباريات.

## مسيرته

### مسيرته مع الأندية
- 2001 - 2004 لعب مع ستاد ريمس 9 مباريات.